# بیت استاد فیورد
آبدرهٔ بیت استاد،( به انگلیسی: Beitstadfjorden) و یا بیت استاد فیورد، بخش داخلی تروندهایم فیوردن در شمال تنگه ا ی در  شهرداری  ایندری، در استان تروندلاگ ، در کشور نروژ است.
آبدرهٔ بیت استاد، دارای ۲ شاخه و یا بازو است. شاخه باریک و بلندتر به سوی جنوب غربی؛ و شاخه کوتاه تر به سمت شمال رفته  و در کنار  استاینکیر، به سمت شمال شرقی می پیچد. در طول زمستان ، گاه اتفاق می افتد که  آب بیت استاد فیورد، یخ می زند و یخ شکن ها باید آن را به سمت بنادر استاینکیر، باز کنند.
طول آبدره، از جنوب غربی به شمال شرقی ۲۸ کیلومتر و عرض آن ۶ تا ۸ کیلومتر است. عمیق ترین نقطه در کنار اگدنس ۶۱۷ متر عمق دارد . دهانهٔ ورودی در  اورلند- آگدنس حدود ۴ کیلومتر عرض دارد ، اما به سمت داخل پهن می شود. فیورد برای مدت طولانی مهمترین شریان ترابری در منطقه بود.